# Yisroel Dovid Weiss
Yisroel Dovid Weiss (1956 no Estados Unidos)  é um rabino Haredi, ativista e porta-voz de um ramo minoritário do Neturei Karta, um agrupamento antissionista de judeus haredim. Com base em Monsey, Nova Iorque, ele acredita que os judeus observantes devem pacificamente opor-se à existência do estado de Israel: "Isso seria proibido para nós ter um Estado, mesmo que estivesse em uma terra que está desolada e desabitada". Ele acredita que restauração da Terra de Israel para os judeus deve acontecer somente com a vinda do Messias, e não por autodeterminação, e que o Messias dará início a uma teocracia judaica para governar a Terra de Israel.
Weiss foi criticado em 2006 por sua participação na Conferência Internacional de Revisão da visão global do Holocausto, amplamente considerada como um evento promovendo a negação do Holocausto a nível internacional, embora reivindicou a falar como "a voz das pessoas que morreram no Holocausto".

## Campanha antissionista
Weiss fala muitas vezes em comícios e conferências nos Estados Unidos e internacionalmente, criticando Israel e o sionismo. Em 2001, ele participou da Conferência Mundial contra o Racismo da ONU, em Durban, África do Sul, como parte na delegação da Comissão Islâmica de Direitos Humanos. Durante a conferência, os delegados dos Estados Unidos e de Israel sairam em protesto contra alegada singularização de Israel.
Em novembro de 2006, Weiss afirmou em um protesto em Nova York que:

"O sionismo é um movimento fundamentalmente herético que nega o imperativo divino de que os judeus permanecem no exílio até o dia em que toda a humanidade será milagrosamente resgatada". 

### Visita ao Irã e posição sobre Mahmoud Ahmadinejad
Em dezembro de 2006 Weiss falava na Conferência Internacional de Revisão da Visão Global do Holocausto, realizado pelo governo iraniano em Teerã, que foi descrito por fontes de mídia, como NPR uma reunião de negadores do Holocausto. Em seu cinco minutos discurso, o rabino Weiss abordou a questão da negação do Holocausto, bem como:
Agora talvez eu possa dizer que o discussão do holocausto, eu posso talvez ser representante, a voz das pessoas que morreram no holocausto, porque meus avós morreram lá. Eles foram mortos em Auschwitz. Meus pais eram da Hungria. Meu pai fugiu e seus pais ficaram. Ele não foi capaz de tirá-los da Hungria e que morreu em Auschwitz, como foram outros parentes e todas as comunidades que eles sabiam. Então quer dizer que eles não morreram, para mim você não pode dizer isso. Eu sou o remanescente vivo das pessoas que morreram no holocausto e eu estou aqui, eu acredito que enviado por Deus, para dizer humildemente, simplesmente para falar com as pessoas aqui e dizer: 'Você deve saber que o povo judeu morreu, e fazer Não tente dizer que isso não aconteceu. Eles fizeram morrer'! Há pessoas em toda as comunidades judaicas, ainda vivo em seus setenta e oitenta e cada um deles irá dizer-lhe suas histórias. É algo que você não pode refutar, mas o que foi dito, isso não significa que o holocausto é uma ferramenta a ser usada para oprimir outras pessoas.
Weiss afirma que embora os israelenses usaram o Holocausto para ganhar simpatia e proveito, ele não acredita que o número de vítimas do Holocausto é exagerado. Weiss disse que "Os sionistas usam a questão do Holocausto em seu benefício. Nós, os judeus que pereceram no Holocausto, não usá-lo para fazer avançar nossos interesses. Ressaltamos que existem centenas de milhares de judeus ao redor do mundo que se identificam com a nossa oposição à ideologia sionista e que acham que o sionismo não é judaico, mas uma agenda política... O que nós queremos não é uma retirada para as fronteiras de 67, mas a tudo incluído nele, para que o país possa voltar para os palestinos e nós poderíamos viver com eles..."
Weiss defendeu o presidente do Irã, Mahmoud Ahmadinejad, contra as acusações de antissemitismo . Em março de 2006, Weiss divulgou um comunicado para rádio IRIB oficial do Irã, em que afirmva que "é desvio perigoso fingir que o presidente iraniano é anti-judeu e antissemita. Ele é extremamente amigável e ele compreende a diferença entre o sionistas e os judeus que não abraçam o estado de Israel ... Nós não olhamos para ele como um inimigo".
Organizações judaicas americanas, incluindo Agudath Israel of America e a Orthodox Union, emitiram declarações distanciando-se de Weiss. O vice-presidente executivo da Orthodox Union, Rabi Tzvi Hersh Weinreb, chamou o grupo de "embaraçoso",e Rabino Avi Shafran , porta-voz Agudath Israel of America, chamou a exibição pública do Neturei Karta de afeto por Mahmoud Ahmadinejad "gráfica e repugnante".
Desde que voltou para os EUA a partir da conferência, Weiss e outros indivíduos que participaram foram ostracizados por sinagogas, negado lhes serviços de lojas kosher, e tem sido objeto de menosprezo em algumas comunidades fortes com populações judaico ortodoxas, como no Brooklyn e Monsey. A demonstração do lado de fora de uma sinagoga Neturei Karta em 7 de janeiro de 2007, foi recebido por uma contra-manifestação com a presença de "um contingente muito menor" de apoiadores do rabino Weiss.

### A reação de Weiss para os críticos
Weiss afirma que o mundo judeu não entendeu as ações Neturei Karta. Ele disse que a organização não apareceu na conferência para negar o Holocausto, mas para fazer uma distinção entre sionistas e judeus.Weiss afirmou que acredita que Ahmadinejad não é um inimigo dos judeus, mas é um "homem temente a Deus [que] respeita o povo judeu e ele os protege no Irã".